# Balantiopteryx plicata
Balantiopteryx plicata је сисар из реда слепих мишева (Chiroptera) и фамилије Emballonuridae. 

## Угроженост
Ова врста је наведена као последња брига, јер има широко распрострањење и честа је врста.

## Распрострањење
Ареал врсте покрива средњи број држава. 
Врста је присутна у следећим државама: Мексико, Колумбија, Костарика, Никарагва, Гватемала, Хондурас и Салвадор.

## Станиште
Станиште врсте су шуме. 